# Municipio de Columbus City (Ohio)
El municipio de Columbus City (en inglés: Columbus City Township) es un municipio ubicado en el condado de Delaware en el estado estadounidense de Ohio. En el año 2010 tenía una población de 4738 habitantes y una densidad poblacional de 711,81 personas por km².

## Geografía
El municipio de Columbus City se encuentra ubicado en las coordenadas 40°8′42″N 82°58′58″O / 40.14500, -82.98278. Según la Oficina del Censo de los Estados Unidos, el municipio tiene una superficie total de 6.66 km², de la cual 6.64 km² corresponden a tierra firme y (0.27%) 0.02 km² es agua.

## Demografía
Según el censo de 2010, había 4738 personas residiendo en el municipio de Columbus City. La densidad de población era de 711,81 hab./km². De los 4738 habitantes, el municipio de Columbus City estaba compuesto por el 77.06% blancos, el 6.08% eran afroamericanos, el 0.15% eran amerindios, el 12.66% eran asiáticos, el 0.08% eran isleños del Pacífico, el 1.08% eran de otras razas y el 2.89% pertenecían a dos o más razas. Del total de la población el 3.1% eran hispanos o latinos de cualquier raza.